# パラリンピックのアルペンスキー

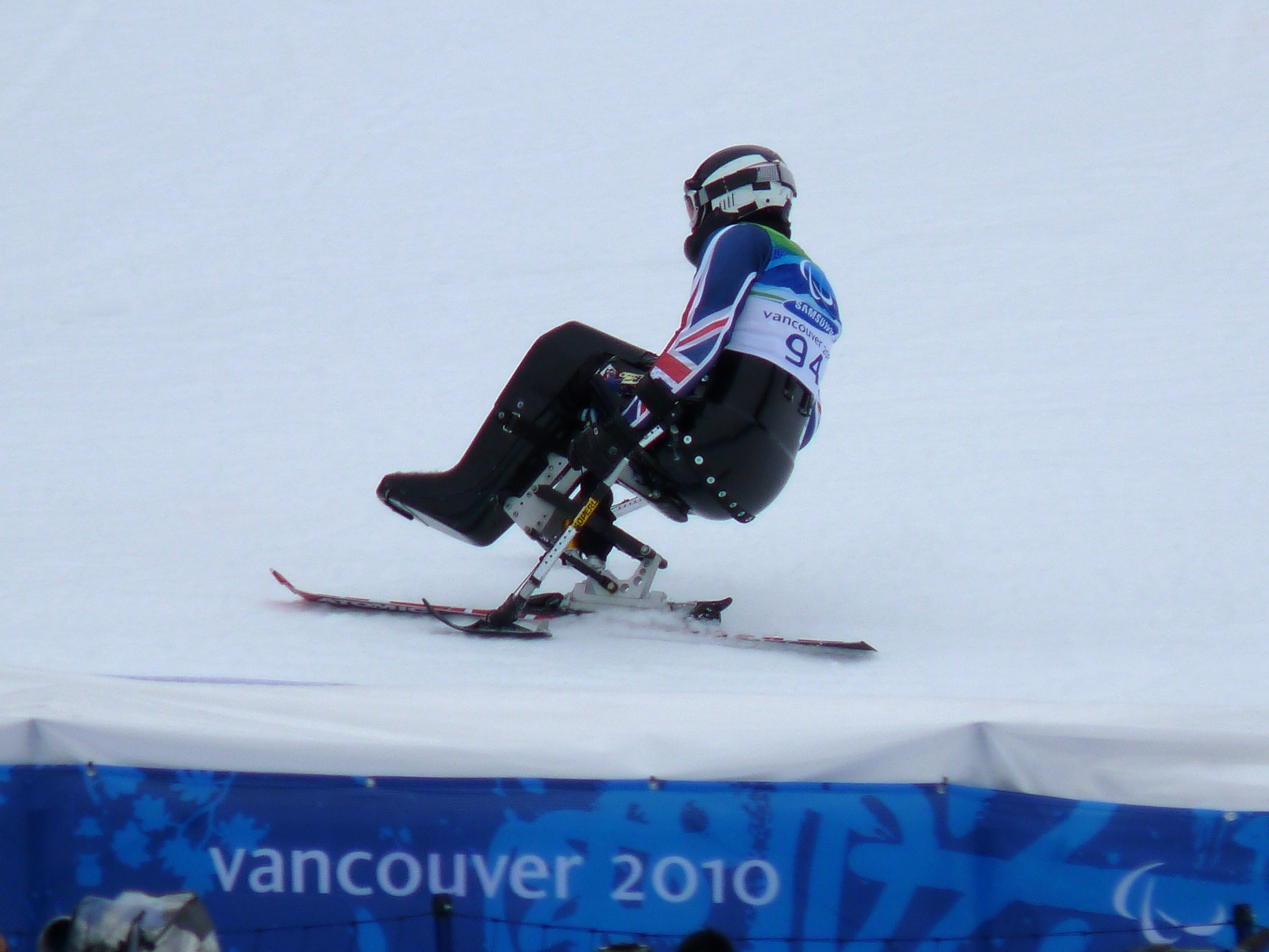

パラアルペンスキー（英語: Para-alpine skiing）は、障害を持ったスポーツ選手のためのアルペンスキーである。

## 歴史
身体障害者がレジャーとしてスキーを行った起源は、第二次世界大戦まで遡る。多くの戦傷者がいたドイツやオーストリアで、短いスキーに松葉杖を取り付けたりして、レースを行っていた。ルートヴィヒ・グットマンは、身体障害者のスキーを支援した。アメリカでは、グレートヒェン・フレーザーが陸軍病院に入院中の手足を失った者にスキーをすることを教え始めた。1960年代までに、多くの組織が設立された。1969年に、盲目のスキーヤー、ジーンアイモアが、盲目のスキーヤーのためにアスペン(コロラド)でスキーをするプログラムを開始した。
知的障害者のクラスについては世界選手権大会が重ねられて来ているがパラリンピックには未だ採用されていない。

### 年表
- 1976年に最初の冬季パラリンピックが開催された。アルペンスキーではスラロームと大回転を実施。
- 1984年冬のパラリンピックでは、ダウンヒル競技が加わった。また、デモンストレーション競技として、シットスキー（座位）が実施された。
- 1992年　アルベールビルパラリンピックでは、滑降と大回転競技が実施された。
- 1994年　スーパー大回転が加えられた。
- 1998年　座位および視覚障害のクラスが加えられた。
- 2006年　クラス分けが大幅に手直しされた。

## 用具
チェアスキーは、車椅子利用者などの下肢障害のあるスキーヤーのために設計されており、チェアスキー(モノスキー)、アウトリガーを使用する。視覚障害のスキーヤーは、ガイドがコースを下ってスキーヤーを支援することが認められている。

## 競技種目

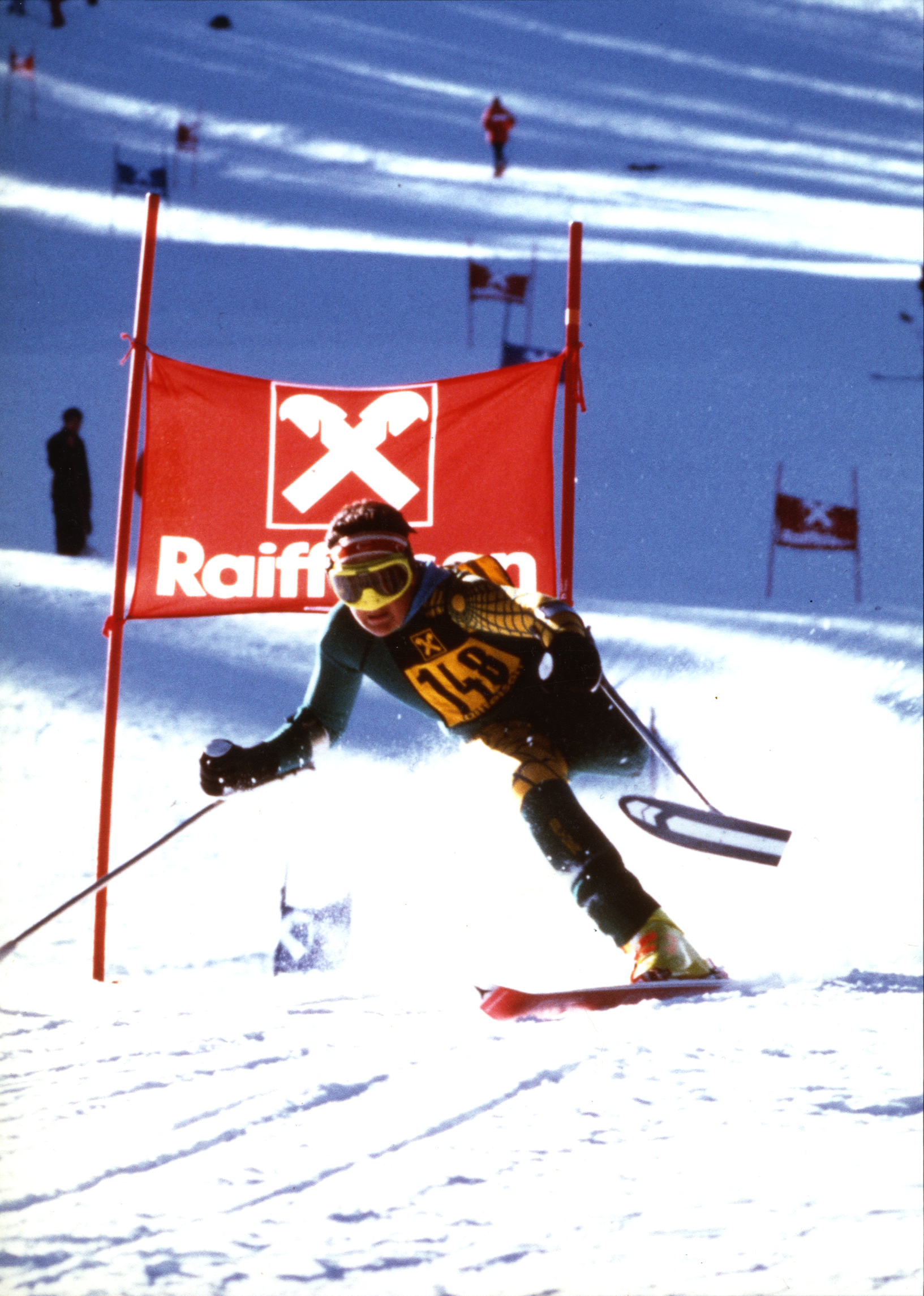

傾斜面の滑降競技で、国際スキー連盟の規則に基づく。
- 滑降
- スーパー大回転
- 大回転
- 回転
- スーパー複合
- スノーボード

## クラス分け
パラリンピックのクラス分けは、異なる障害を持ったスキーヤー間の公正な競争を保証することを目指した体系であり、3つに分類される。スキーヤーは医学的評価に基づいて分類される。初期の分類体系は機能的分類な分類を目指したが、結局医学的分類となった。1976年の最初の冬季パラリンピックでは、2つのクラスで実施した。1980年代までに、車椅子バスケットボールの分類を参考にして、脳性麻痺のクラスが加えられた。

### クラス分け表
| クラス   | 説明                                                                         | 用具                                  |
| -------- | ---------------------------------------------------------------------------- | ------------------------------------- |
| LW 1     | 両大腿義足、両下肢切断で片側のみ義足、両下肢重度麻痺                         | スキー1枚もしくは2枚、アウトリガー2本 |
| LW 2     | 片下肢切断で義足無し、片脚重度麻痺、片側股関節および膝関節機能全廃           | スキー1枚もしくは2枚、アウトリガー2本 |
| LW 3-1   | 片大腿義足+片下腿義足、両脚中度麻痺                                          | スキー2枚、ストック2本                |
| LW 3-2   | 両下腿義足、両下肢軽度麻痺                                                   | スキー2枚、ストック2本                |
| LW 4     | 片下肢切断で義足使用、片側膝関節もしくは股関節機能全廃、片脚中度から軽度麻痺 | スキー2枚、ストック2本                |
| LW 5/7-1 | 両上腕切断もしくは固定                                                       | スキー2枚、ストック無し               |
| LW 5/7-2 | 片上腕切断もしくは固定で反対側前腕切断もしくは固定無し                       | スキー2枚、ストック無し               |
| LW 5/7-3 | 両前腕切断もしくは固定無し                                                   | スキー2枚、ストック無し               |
| LW 6/8-1 | 片上腕切断もしくは固定                                                       | スキー2枚、ストック1本                |
| LW 6/8-2 | 片前腕切断もしくは固定無し                                                   | スキー2枚、ストック1本                |
| LW 9-1   | 片上肢と片下肢の切断                                                         | スキー2本、ストック1本                |
| LW 9-2   | 片上肢と片下肢の障害                                                         | スキー2本、ストック1本                |

| クラス  | 説明                                               |
| ------- | -------------------------------------------------- |
| LW 10-1 | 座位バランスがないか、両上肢に障害のある下肢の障害 |
| LW 10-2 | 腹筋は機能するが、座位バランスはない               |
| LW 11   | 座位バランスがLW10より良い下肢の障害               |
| LW 12-1 | 座位バランスがLW11より良い下肢のマヒ               |
| LW 12-2 | 座位バランスがLW11より良い下肢の切断               |

| クラス | 説明                                                         |
| ------ | ------------------------------------------------------------ |
| B1     | 視力0～光覚（手の形が見分けられない視力） 目隠しとガイド必須 |
| B2     | 光覚～矯正視力0．03または視野5度以内                         |
| B3     | 矯正視力0．03～0．1、または視野5度～10度                     |